# Monotributo
El Monotributo en Argentina es un régimen simplificado de pago de impuestos al que pueden acceder los pequeños contribuyentes. Consiste en una cuota fija que contiene un componente de impuestos y otro de aportes a la jubilación y obra social.
Fue creado en 1998 mediante la Ley 24.977.

## Conceptos comprendidos
El pago de la cuota mensual comprende:
- Impuesto a las Ganancias
- Impuesto al Valor Agregado (IVA)
- Aportes al Régimen Previsional
- Aporte al Sistema Nacional del Seguro de Salud

## Categorías
Los contribuyentes al monotributo se ubican en categorías idientificadas con letras que van de la A (menores ingresos) hasta la L (mayores ingresos). Las categorías se determinan de forma anual con base en los ingresos brutos, la superficie afectada y la energía eléctrica consumida.

## Monotributo social
Es una variante del régimen simplificado que permite contar con cobertura de obra social para el grupo familiar completo.

## Monotributo social agropecuario
En 2009 el gobierno encabezado por la entonces presidenta Cristina Fernández de Kirchner lanzó el Monotributo social agropecuario, para que las familias de los pequeños productores rurales y trabajadores del agro pudieran regularizar su situación laboral y tener acceso a la salud, aportes jubilatorios y la posibilidad de facturar. Unos 100.000 agricultores tramitarlo e incluir a sus familias en la cobertura de salud, quienes producían el 60 por ciento de los alimentos consumidos en el mercado interno. El programa permitió a los pequeños productores la cobertura social y la posibilidad de jubilarse, junto con el acceso a todas las prestaciones de salud contempladas en el Plan Médico Obligatorio, la posibilidad de tener una obra social de su preferencia. Cobertura sanitaria garantizada para los titulares y su grupo familiar. A su vez posibilitaba incorporarse a la economía formal, emitir factura oficial a personas e instituciones por sus productos y servicios, sin pagar ningún costo tributario nacional.
En 2018 fue eliminado por el entonces presidente  Mauricio Macri.

## Monotributo unificado
EN 2018 se creó el Monotributo unificado que simplifica y unifica trámites nacionales y provinciales para el pago de impuestos. Se aplica en las provincias de Entre Ríos, Mendoza, Córdoba, San Juan, Jujuy, Salta, Río Negro y Buenos Aires.
La primera provincia en adherir fue Córdoba en 2018, que dispuso la posibilidad de pagar en forma conjunta el monotributo nacional y el impuesto provincial a los ingresos brutos, lo que recibió el nombre de Monotributo unificado Córdoba (MUC). En 2019 se sumó la ciudad de Córdoba, posibilitando hacer un único pago para los tres niveles de gobierno.
En septiembre de 2020 se une al régimen la provincia de Entre Ríos. De esta manera se unifica en un solo pago el monotributo nacional y el impuesto a los ingresos brutos provincial.